# Po Prostu 3 (album)
Po prostu 3 – trzeci album zespołu Rh+ wydany w 2012 roku przez MTJ. Zawiera jedenaście kompozycji w stylistyce rock - ska.

## Lista utworów
| L.p. | Tytuł utworu                                | Czas trwania | Słowa | Muzyka |
| ---- | ------------------------------------------- | ------------ | ----- | ------ |
| 1    | Dla polskich studentów (I'm not going back) | 3:09         |       | Rh+    |
| 2    | Światło                                     | 3:24         |       | Rh+    |
| 3    | Nie szukaj mnie                             | 3:17         |       | Rh+    |
| 4    | Twój lęk                                    | 3:16         |       | Rh+    |
| 5    | Nie patrz wstecz                            | 3:31         |       | Rh+    |
| 6    | Nasza miłość będzie trwać wiecznie          | 3:18         |       | Rh+    |
| 7    | Wszystko co masz                            | 3:52         |       | Rh+    |
| 8    | La la                                       | 3:05         |       | Rh+    |
| 9    | To mam                                      | 3:34         |       | Rh+    |
| 10   | Nie jestem taki sam                         | 2:47         |       | Rh+    |
| 11   | Powód by żyć                                | 3:24         |       | Rh+    |